# Mindel
Die Mindel ist ein 78 km langer, rechter Nebenfluss der Donau in den Landkreisen Ostallgäu, Unterallgäu und Günzburg.

## Name
In den ältesten schriftlichen Quellen erscheint die Bezeichnung „Mindil“. Die Mindel wird erstmals im März (849-)853 bei einer gerichtlichen Grenzfestlegung für das Kloster Kempten durch König Ludwig den Deutschen urkundlich erwähnt: „Die Abgrenzung geht....vom Brunnen bei Böhen über die Mindelquelle („Mindilunursprinc“) zur Wertach...“. In einer Urkunde von König Heinrich IV. vom Oktober 1075 für das Kloster Hirsau ist „Adelgoz de Mindilowa“ (Mindelau) Zeuge.
Die Deutung des Namens ist unsicher. Möglicherweise leitet sich der Name vom urindogermanischen Verb *mend- ‚säugen, saugen‘ im Sinne von ‚satt machen‘ ab. Demnach wäre die Mindel ‚die satt Machende‘.

## Verlauf
Die Mindel entspringt am Fuß des Mindelberges nördlich des Weilers Mindelberg (Markt Obergünzburg), östlich von Ronsberg. Nahe der Quelle, aus einer Bacherweiterung im Wald, strömt das Wasser in das kleine E-Werk der ehemaligen Mindelmühle, die bereits 1448 als Lehen des Stiftes Kempten erwähnt wurde. In nördlicher Richtung fließt die Mindel aus dem Ostallgäu dann durch die Landkreise Unterallgäu und Günzburg. Bei Gundremmingen (Landkreis Günzburg) mündet die Mindel oberhalb des Werkskanals des Kernkraftwerks Gundremmingen in die Donau. Auf den letzten 1080 Metern vor der Mündung, unterhalb des Donau-Wasserkraftwerks Gundelfingen, fließt die Mindel noch durch den Landkreis Dillingen. Die wichtigsten Nebenflüsse sind die Kammel und die Flossach. Unterhalb von Rammingen mündet der 35 km lange Wörthbach (im Oberlauf auch Friesenrieder Bach genannt) in die Flossach. (Für die anderen direkten und indirekten Nebenflüsse und Bäche der Mindel siehe Liste der Gewässer im Flusssystem Mindel.)
Der Fluss hat ein Einzugsgebiet von 953 km², einen Mittelwasserabfluss von 12 m³/s und einen mittleren Hochwasserabfluss von gut 68 m³/s. 2002 wurden 125 m³/s gemessen. Allein im Bereich des Landkreises Günzburg wird in 30 Wasserkraftwerken Energie erzeugt.
Die Mindel ist in dem 31,1 Kilometer langen Abschnitt zwischen der Mündung des Mühlkanals ca. 500 Meter unterhalb Salzstraßmühle (Gem. Unteregg) und der Mündung der Flossach nördlich von Hasberg ein Gewässer zweiter Ordnung. Auf den 38,9 Flusskilometern von der Mündung der Flossach bis zur Mündung in die Donau ist die Mindel ein Gewässer erster Ordnung.
Das Mindeltal ist nach der Vereinigung mit dem Flossachtal ab Pfaffenhausen/Salgen bis zur Donau erheblich erweitert. Dies ist auf eine eiszeitliche geologische Besonderheit, die sogenannte Wertachgabel bei Türkheim zurückzuführen. Hier geht der Wertachtalboden nach Westen ohne wesentliche Höhendifferenz in das Flossachtal über. Bei seinem weitesten Vorstoß in der Risskaltzeit teilte sich der Wertachgletscher hier am südlichen keilförmigen Ausläufer der Stauden (Türkheimer Sporn). Ein Gletscherarm lief ins Wertachtal, der andere reichte ins heutige Flossachtal und entwässerte über das Mindeltal in die Donau. Zum letzten (Würm-)Glazial stieß das Eis nicht mehr so weit vor, die Wertach teilte sich aber noch länger an der Wertachgabel in zwei Arme. Das für die Gewässergröße breite Flossachtal und die anschließende Mindeltalerweiterung ab Pfaffenhausen/Salgen wurden durch die eiszeitliche Wertach geformt. Ein Beleg dafür ist, dass man im Mindeltal alpine Sedimente und Steine aus dem Einzugsgebiet der Wertach findet.
Die von der Mündung in die Donau entfernteste Quelle des gesamten Wassereinzugsystems der Mindel ist nicht die Mindelquelle selbst, sondern die Quelle des Wörthbaches (ca. 820 m ü. NHN) im Hollenwald östlich von Wenglingen (Gemeinde Aitrang). Der Wörthbach, im Oberlauf auch Friesenrieder Bach genannt, mündet bei Rammingen in den Mindelnebenfluss Flossach. Von seiner Quelle über die Flossach und deren Mündung in die Mindel bis zur Donau sind es 90,5 km.

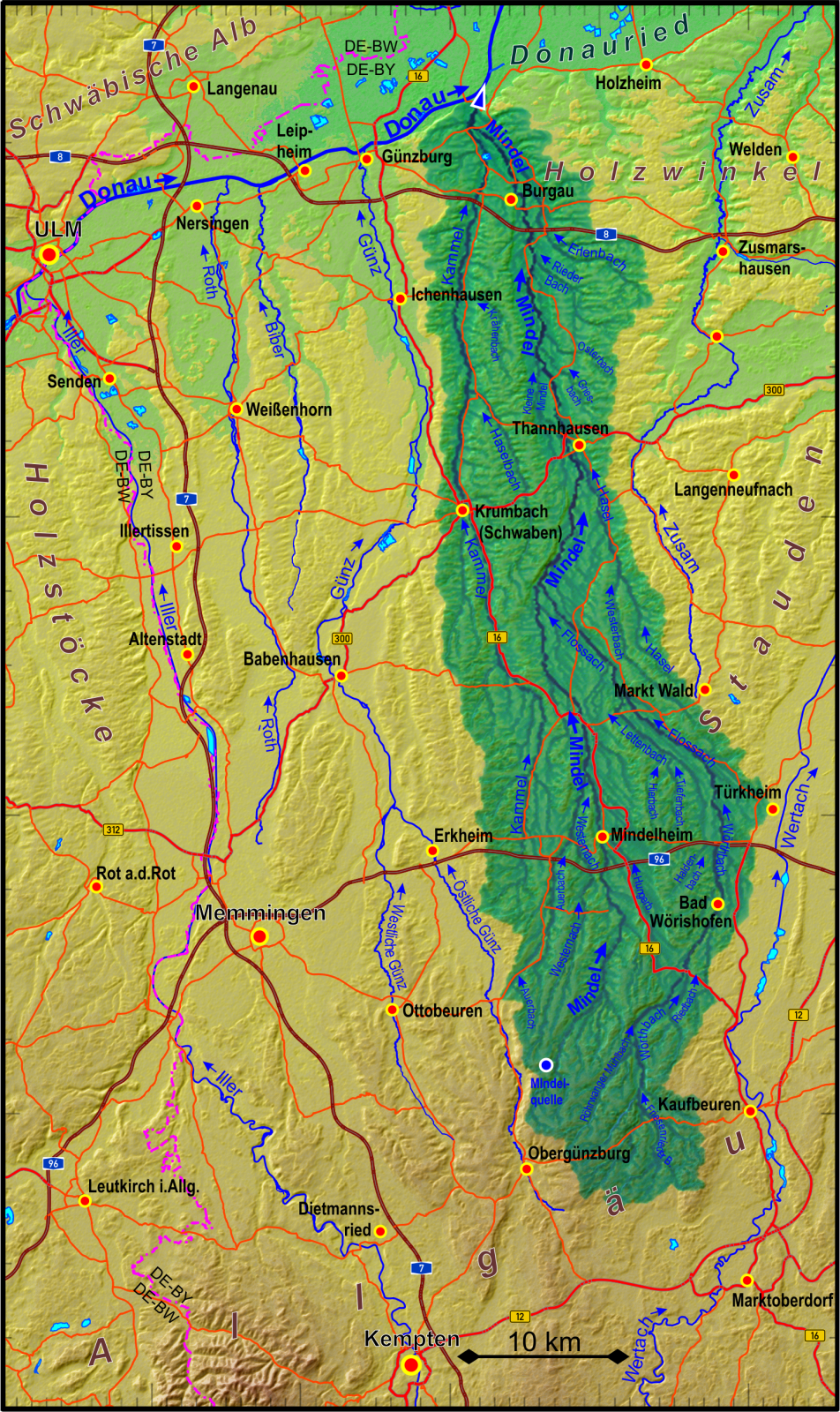
Einzugsgebiet der Mindel.

## Einzugsgebiet
Das 953 km² große Einzugsgebiet der Mindel erstreckt sich als schmaler, 10 bis 20 km breiter Streifen von den Endmoränen des würmkaltzeitlichen
Iller-Wertach-Lech-Gletschers entlang früherer glazialer Abflussrinnen
nach Norden zur Donau.

## Wirtschaftliche Nutzung
Bis Anfang des 19. Jahrhunderts breitete sich die Mindel mit vielen Mäandern, begleitet von Altwässern und Seitenarmen in ihrem Tal aus (siehe Kartenaufnahmen von 1820 bei Hans Müller). Dann erfolgten zur Gewinnung von landwirtschaftlichen Flächen und Ausweitung von Dörfern zunehmende Regulierungen und Trockenlegungen. Der Verlust von Retentionsräumen führte dabei vor allem im unteren Mindeltal zur Zunahme von Überschwemmungen.
Die Wasserkraft wurde im Mindeltal seit dem Mittelalter intensiv genutzt. Die Spöcker Mühle bei Kirchheim wird im August 1225 in einer Papsturkunde für das Kloster Elchingen genannt, die Riedmühle nahe Burgau in einer Verkaufsurkunde von 1361. Alleine im Bereich des Hauptflusses und der unteren Flossach sind von der Quelle (Mindelmühle) bis zur Mündung in die Donau noch heute über 50 frühere Mühlen bekannt, teils kombiniert mit Sägereien und Hammerschmieden. An den meisten dieser ehemaligen Mühlenstandorte wird heute die Wasserkraft zur Stromerzeugung genutzt.
Nach der letzten Eiszeit kamen in Teilen des Mindeltales ausgedehnte Niedermoore vor. Diese bildeten die Grundlage für die Torfvorkommen, die bis zur Mitte des letzten Jahrhunderts vor allem im Bereich Salgen, Jettingen, Scheppach, Röfingen und Burgau abgebaut wurden. Im Flossachtal hatte der Torfabbau bei Tussenhausen wirtschaftliche Bedeutung. Mit Fertigstellung der Bahnverbindung Burgau – Augsburg 1854 begann neben dem Eigenbedarf auch der gewerbliche Torfabbau. Im Jahre 1901 wurden vom Bahnhof Burgau 19583 Tonnen Torf versandt, wobei dieses Geschäft der zunehmenden Konkurrenz durch die Steinkohle nicht gewachsen war. In der Notzeit nach dem Zweiten Weltkrieg reaktivierten viele Landwirte ihre Torfstiche nochmals, bis diese Ära um 1960/65 beendet war. Der Torflehrpfad Jettingen dokumentiert anschaulich den früheren Torfabbau. Ein Relikt dieser Zeit ist die Jettinger Torfwirtschaft Hamp, die sich aus einer schon 1864 im „Herrschaftsmoos“ der Grafen Stauffenberg betriebenen Torfstecherkantine entwickelte. Das historische Kleinod aus dem Mindeltal steht heute behutsam renoviert mit den schrägen Böden (Absenkung im Moor) naturgetreu aufgebaut im schwäbischen Bauernhofmuseum in Illerbeuren.
An der Mindel gibt es 48 Wasserkraftanlagen mit einer Leistung von bis zu 2 × 140 kW Leistung.

## Flussarme
In diesem Abschnitt werden die Flussarme der Mindel von der Mündung bis zur Quelle beschrieben:
- Südlich von Mindelzell (Gemeinde Ursberg) teilt sich die Mindel in die Große Mindel (Gewässer erster Ordnung) und die Kleine Mindel (Gewässerkennzahl: 116592; Gewässerlänge: 16,84 km;[1] Gewässer zweiter Ordnung[4]). Südlich von Eberstall (Gemeinde Markt Jettingen-Scheppach) vereint sich die Kleine Mindel wieder mit dem Hauptfluss.
- Nördlich von Lohhof (Ortsteil der Stadt Mindelheim) spaltet sich von der Mindel die Östliche Mindel (Gewässerkennzahl: 11632; Gewässerlänge: 10,65 km;[1] Gewässer zweiter Ordnung[4]) ab. Südlich von Hasberg (Gemeinde Kirchheim in Schwaben) fließen die Teilgewässer wieder zusammen.

## Orte an der Mindel bzw. im Mindeltal
von Süden nach Norden:
im Landkreis Ostallgäu:
- Markt Obergünzburg: Mindelmühle
- Markt Ronsberg: in dem Teil des Gemeindegebiets, das im Mindeltal liegt, ist keine Ortschaft
- Eggenthal: Binkenhofen

im Landkreis Unterallgäu:
- Unteregg: Schlottermühle, Salzstraßmühle
- Markt Dirlewang: Dirlewang
- Apfeltrach: Apfeltrach
- Stadt Mindelheim: Mindelau und Heimenegg (beide: am östlichen Rand des Mindeltals), Mindelheim, Nassenbeuren (nicht direkt an der Mindel), Lohhof
- Markt Pfaffenhausen: Heinzenhof, Pfaffenhausen, Schöneberg
- Salgen: Hausen, Salgen, Bronnen, Bronnerlehe (alle an der Östlichen Mindel)
- Breitenbrunn: in dem Teil des Gemeindegebiets, das im Mindeltal liegt, ist keine Ortschaft
- Markt Kirchheim in Schwaben: Hasberg; Kirchheim, Derndorf und Tiefenried: am östlichen Rand des Mindeltals

im Landkreis Günzburg:
- Aletshausen: nur die zu Aletshausen gehörige Gemarkung Winzer liegt am oberen Rand des Mindeltales
- Ursberg: Mindelzell, Bayersried, Ursberg, Oberrohr (alle an der Kleinen Mindel)
- Balzhausen: Balzhausen (nicht direkt an der Mindel)
- Thannhausen: Thannhausen, Nettershausen (nicht direkt an der Mindel); Burg (am östlichen Rand des Mindeltals)
- Markt Neuburg an der Kammel: in dem Teil des Gemeindegebiets, das im Mindeltal liegt, ist keine Ortschaft
- Markt Münsterhausen: Münsterhausen; Hagenried und Oberhagenried an der Kleinen Mindel
- Markt Burtenbach: Burtenbach
- Markt Jettingen-Scheppach: Jettingen, Scheppach
- Burgau: Burgau
- Mindelaltheim (Gemeinde Dürrlauingen)
- Rettenbach: Lüßhof
- Markt Offingen: Offingen
- Gundremmingen: (Gundremmingen liegt nicht direkt an der Mindel)

## Bilder

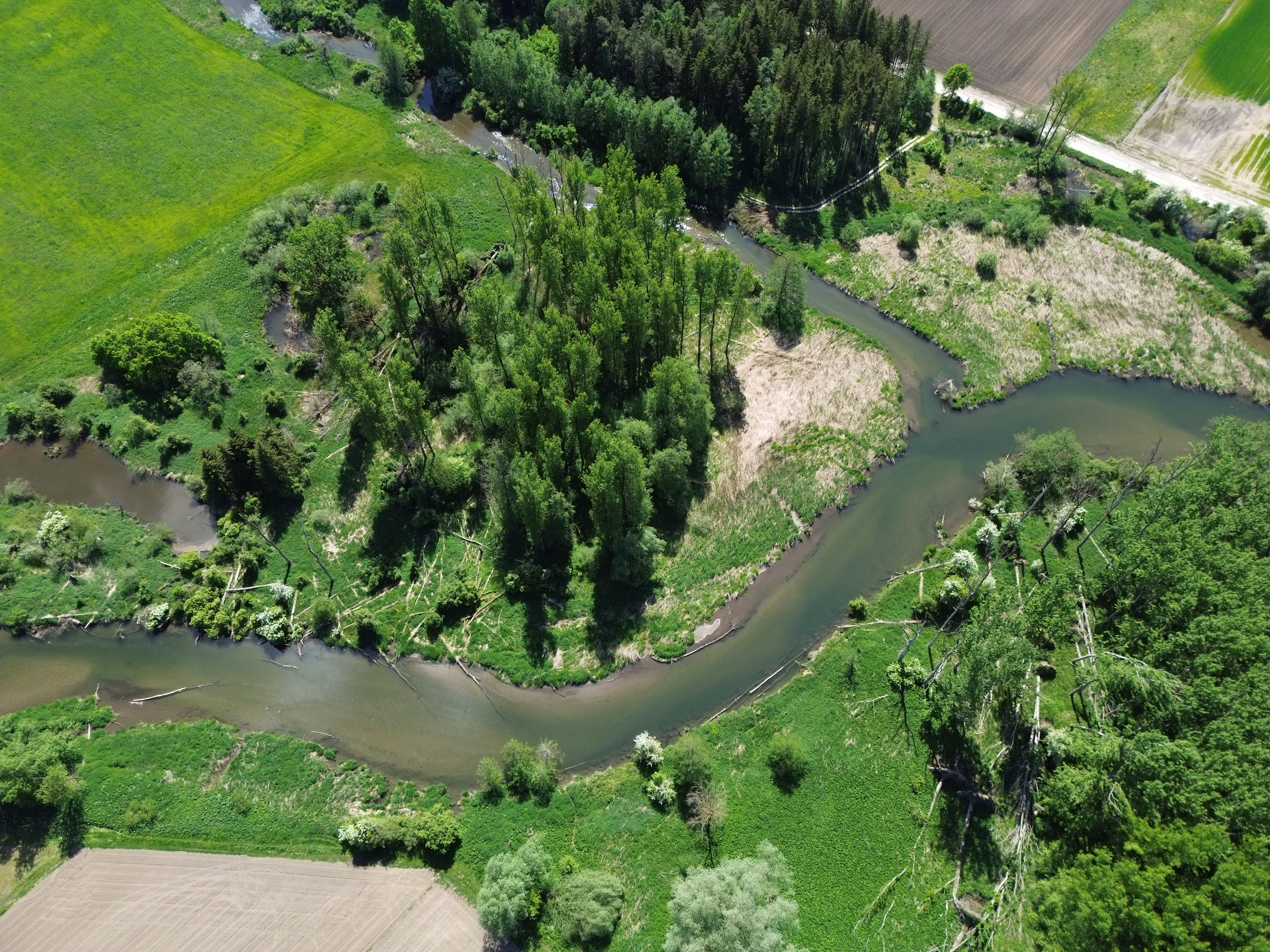
Zusammenfluss der Mindel und Kleinen Mindel
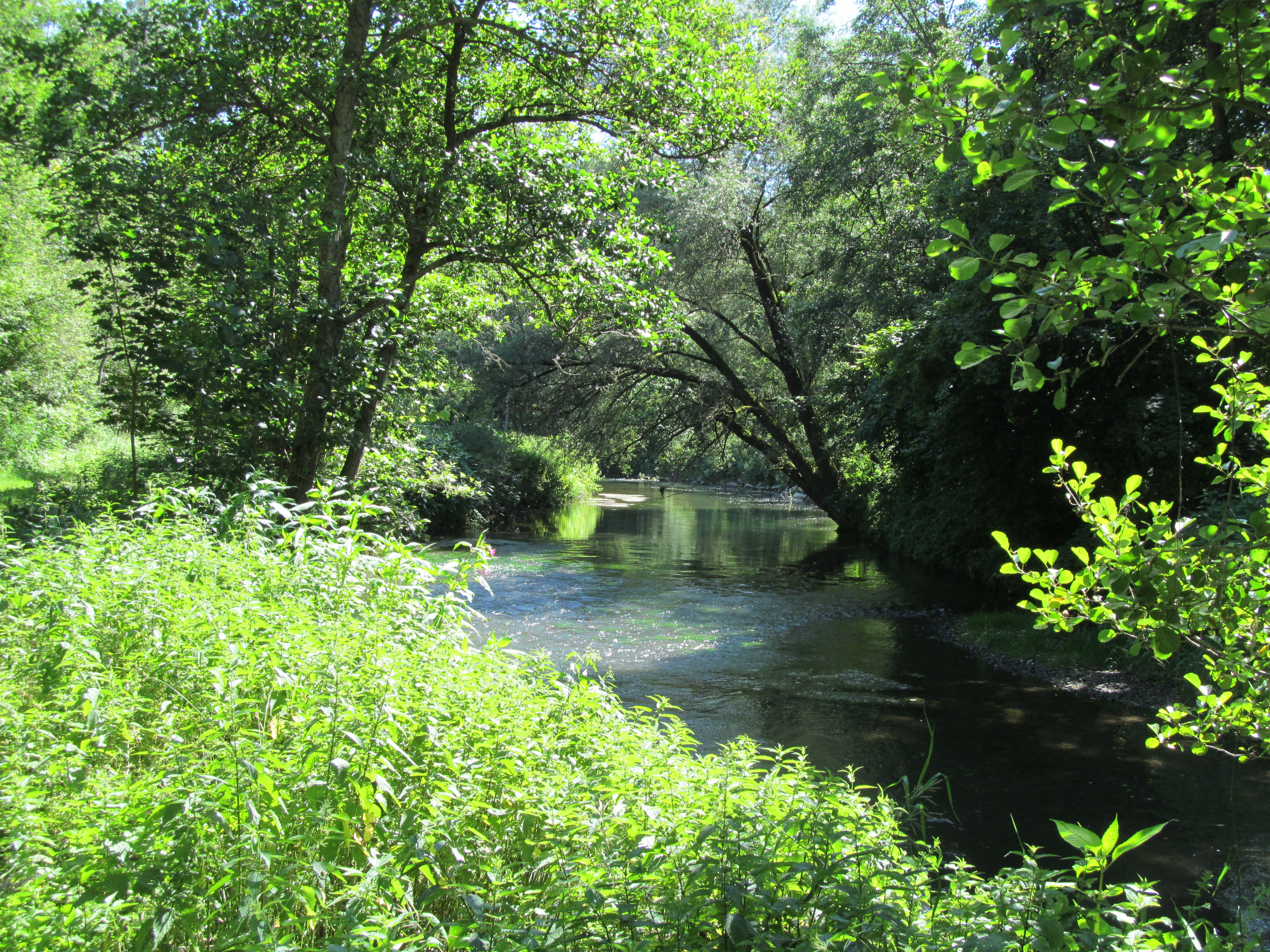
Mindel bei Balzhausen
Panoramabild der Mindel
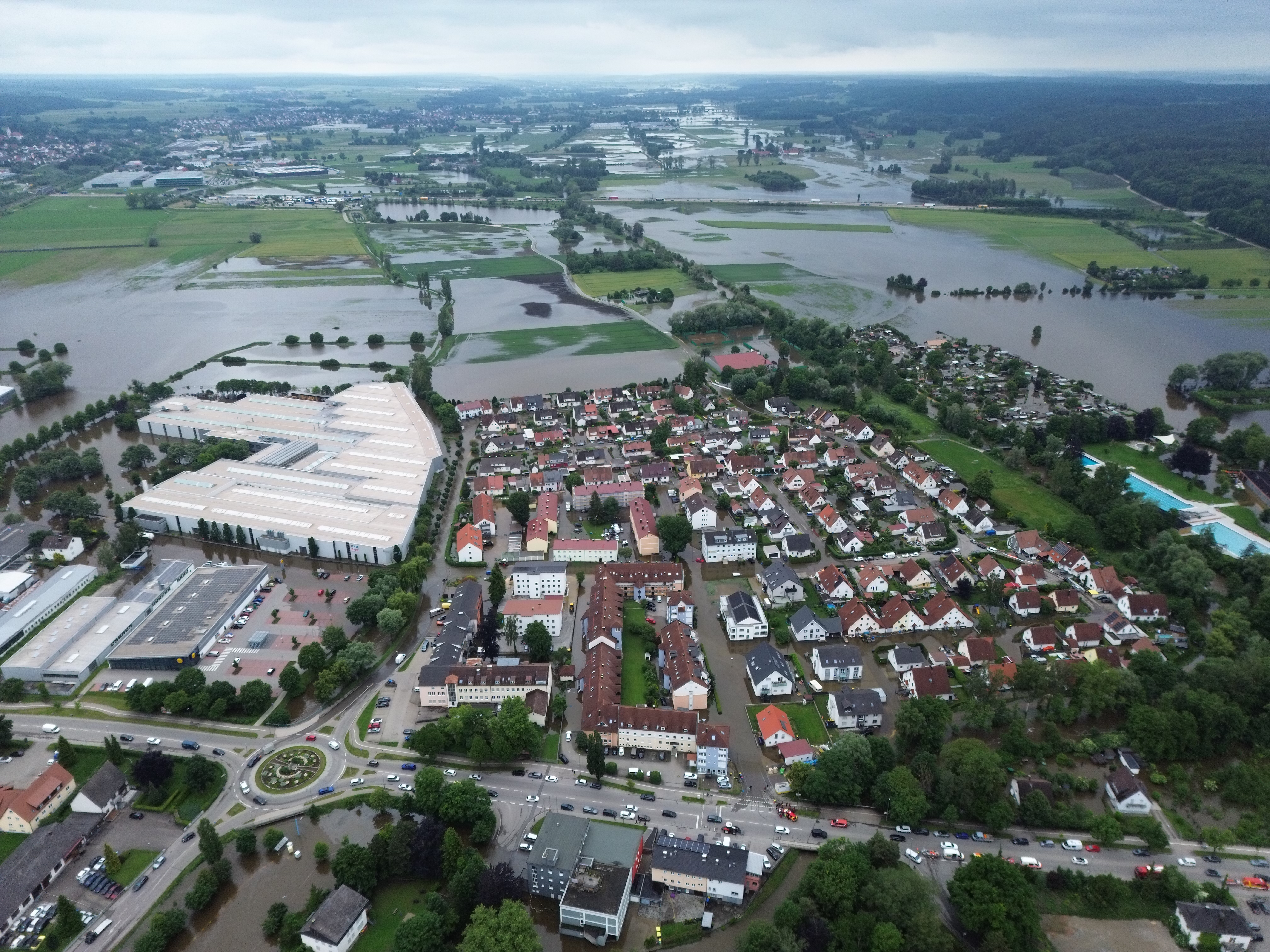
Hochwasser 2024 Burgau
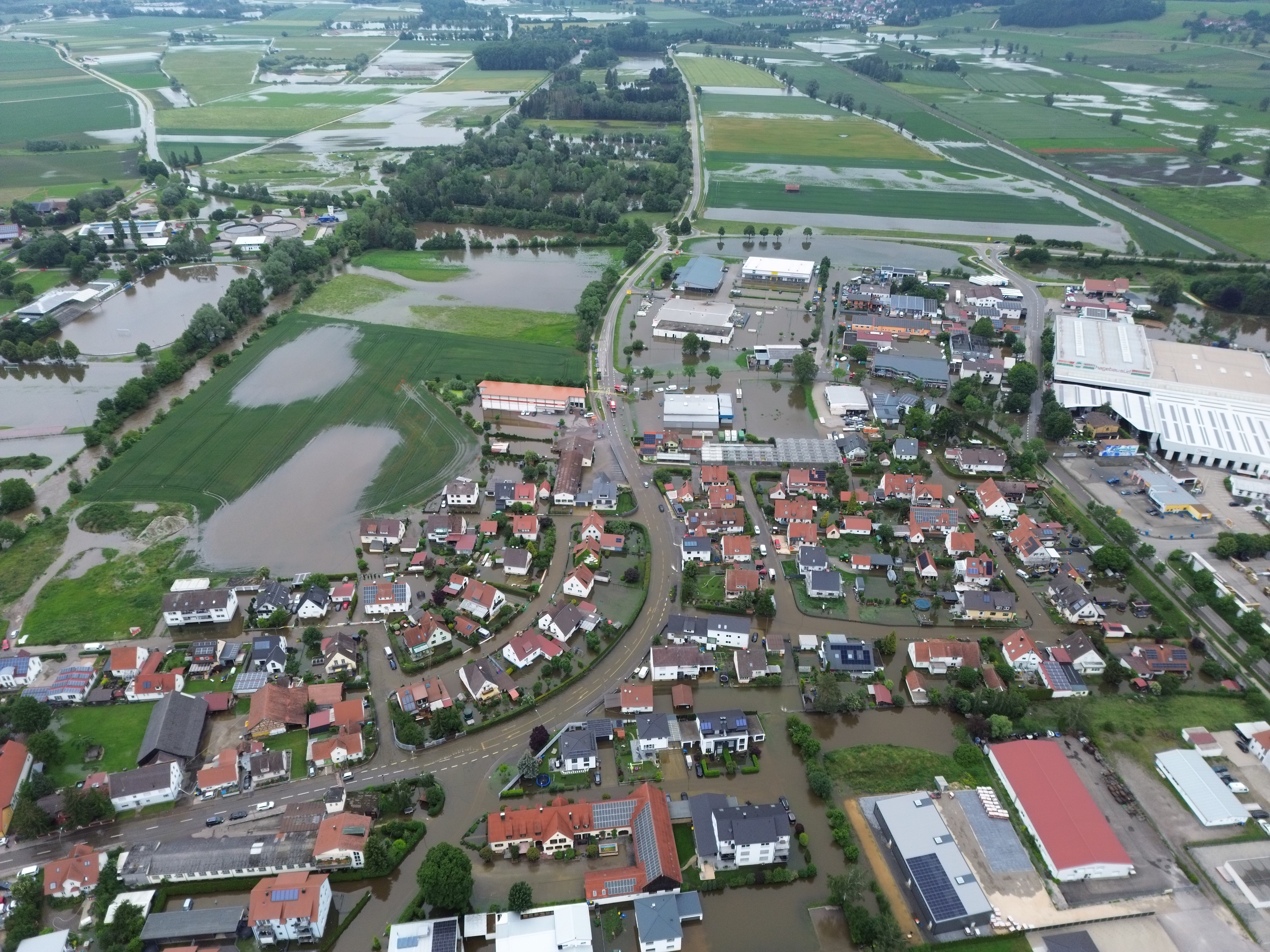
Hochwasser 2024 Burgau

## Überschwemmung durch Kraftwerk
Im Oktober 2022 wurde durch einen technischen Defekt am Staufenberg-Wehr ein Wohngebiet bei Jettingen-Scheppach überflutet. An dem Wehr sind zwei Fallen installiert, die den Pegel oberhalb des Kraftwerks regeln. Eine der Fallen konnte nicht geöffnet werden. Durch anhaltende Regenfälle Anfang Oktober stieg der Wasserpegel so stark an, dass die Mindel oberhalb der Wohnsiedlung über die Ufer trat. Große Teile des Wohngebietes wurden teils 1,2 Meter überflutet und etliche Keller liefen voll Wasser.

## Hochwasser 2024
Ab Ende Mai 2024 trat eine Vb-Lage mit Dauerregen mit teils über 100 mm (Burgau 157,3 mm) über weite Teile Süddeutschlands auf. Ab dem 31. Mai 2024 stieg das Pegel der Mindel extrem stark an. An der Messstelle Offingen wurden Historische Messwerte erheblich übertroffen. Der Pegel erreichte eine Höhe von 543 cm und die Abflussmenge betrug 311 m²/s. Große Teile von Burgau und Offingen wurden überflutet. In Offingen wurden 105 vollgelaufene Keller mit Öl-Wasser-Gemisch notiert.

## Sonstiges
- Folgende Orte leiten ihren Namen von dem Fluss ab: Mindelaltheim, Mindelheim (und Ortsteil Mindelau), Mindelstetten, Mindelzell, Mindelberg bei Pfaffenhausen und Mindelberg bei Obergünzburg, in dessen Nähe das Gewässer entspringt.
- Im April 2003 wurde der Mindeltal-Radweg eingeweiht.
- Eine der Eiszeiten, nämlich die Mindelkaltzeit, ist nach diesem Fluss benannt.
- Der Heimat- und Volkstrachtenverein Offingen nennt sich „d’ Mindelspitzer“.